# Districte de Monthey

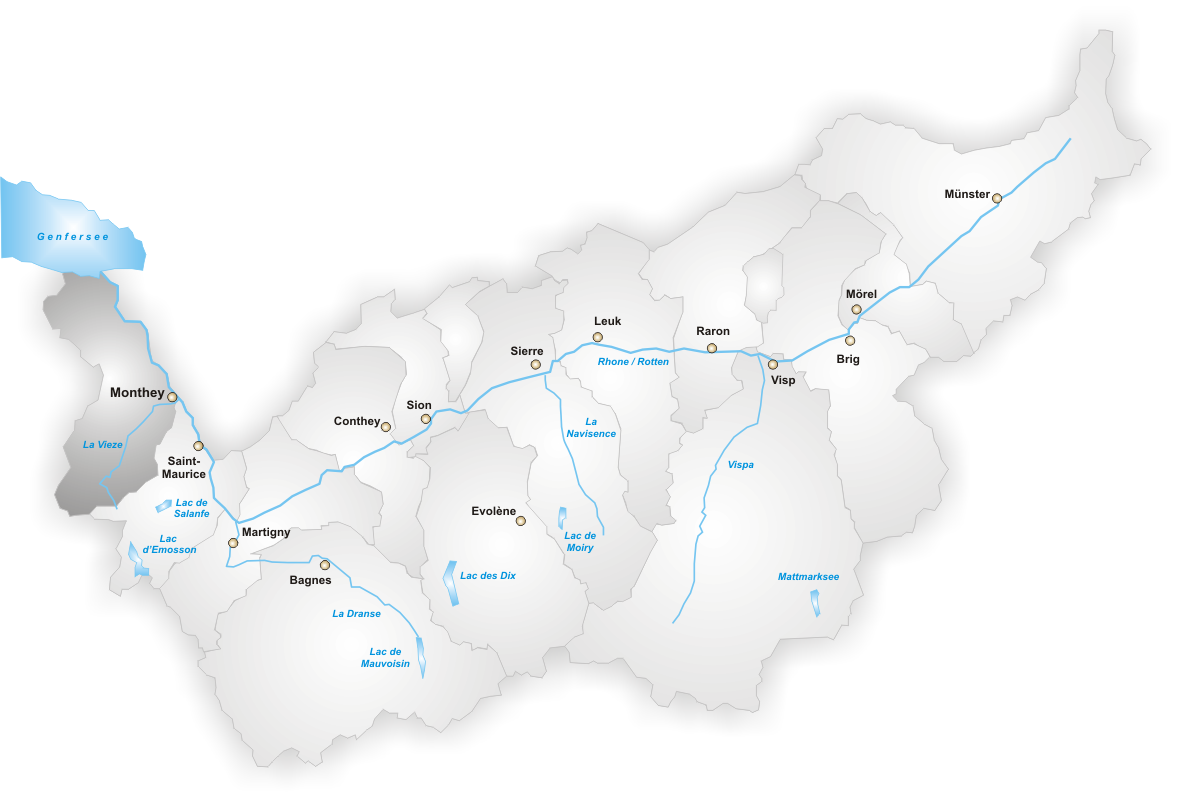
Districte de Monthey

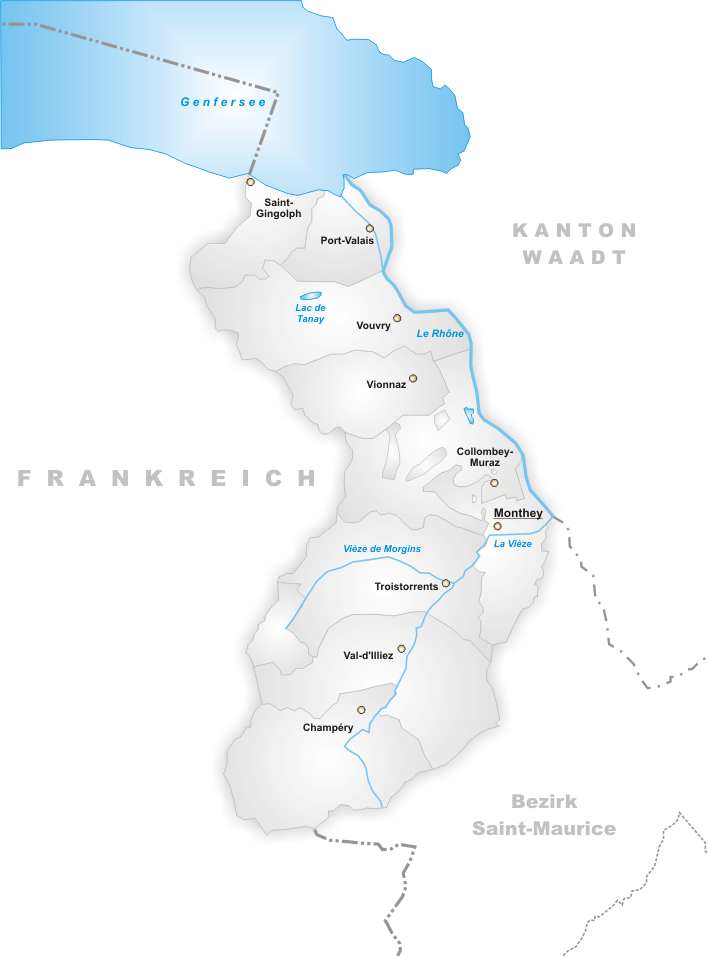
Municipis del districte de Monthey

El Districte de Monthey (District de Montê en francoprovençal) és un dels 14 districtes del cantó suís de Valais. Està situat a la zona més oriental del cantó, amb una superfície de 255,1 km² i una població de 38221 habitants (cens de 2006). Té 9 municipis i el cap del districte és la ciutat de Monthey. És de llengua francesa.

## Municipis
- 1874 - Champéry
- 1868 - Collombey-Muraz
- 1870 - Monthey
- 1894 - Port-Valais
- 1898 - Saint-Gingolph
- 1872 - Troistorrents
- 1873 - Val D'Illiez
- 1895 - Vionnaz
- 1896 - Vouvry